# Roberto Arrieta
Roberto Arrieta (Pedro Rosa Arrieta; * 12. September 1915 in Rosario; † 17. September 1978 in Buenos Aires) war ein argentinischer Tangosänger und Komponist.

## Leben und Wirken
Arrieta debütierte sechzehnjährig gemeinsam mit Juan Maglio. Kurz darauf wurde er Nachfolger von Antonio Rodríguez Lesende in Carlos Di Sarlis Sextett, mit dem er im Café El Nacional und im Casino Pigall auftrat. Nach kurzer Zusammenarbeit mit den Ensembles Anselmo Aietas und Alejandro Scarpinos trat er 1933 Juan Canaros Orchester bei. 1934 wurde er Mitglied des Quartetts Los Magos del Tango, das bei Radio Ultra auftrat. Hierauf wurde er Mitglied im Orchester von Pedro Laurenz. Von 1939 bis 1941 trat er als Solist  bei Radio Belgrano auf, danach bei Radio Mitre.
Mit dem Orchester Lucio Demares, bei dem auch Juan Carlos Miranda als Sänger engagiert war, nahm er 1942 mehrere Tangos auf. Ab 1943 war er wieder Solosänger bei Radio Belgrano. Von 1945 bis 1948 war Arrieta neben Raúl Iriarte Sänger in Miguel Calós Orchester, mit dem er in dieser Zeit 26 Titel aufnahm. Nach einem längeren Aufenthalt in Chile und einer Tournee durch Lateinamerika kehrte er 1954 gemeinsam mit Alberto Podesta nach Argentinien zurück und arbeitete erneut mit Calós Orchester zusammen. Daneben trat er mit Leopoldo Federicos Orchester bei Radio Argentina und bei anderen Rundfunksendern mit einem Orchester unter Leitung von Alfredo Franco auf.
1958 unternahm er mit Juan Canaros Orchester eine Tournee durch Brasilien und Mexiko. 1959 trat er in einer Show mit Astor Piazzolla und den Tänzern María Nieves und Juan Carlos Copes in den USA auf und ließ sich darauf dort nieder. Erst 1972 kehrte er nach Buenos Aires zurück, wo mit Calós Orchester und seinem Gesangspartner Iriarte nochmals einige Aufnahmen entstanden. Später entstand noch eine LP beim Label Magenta. Neben seinen Aufnahmen hinterließ Arrieta auch einige Werke als Autor und Komponist.

## Aufnahmen
- Un tango guapo (von Roberto del Pino und Oscar Roma)
- Soy muchacho de la guardia (von Agustín Irusta und Héctor Marcó)
- Canción de rango (von Raúl Kaplún und José María Suñé)
- Quedó en venir a las nueve (von Juan Polito und Luis Caruso)
- Cimarrón de ausencia
- Una tarde cualquiera
- En secreto (von Vicente Demarco und Alfredo Roldán)
- A la gran muñeca
- Nunca más
- Corazón de papel
- Boca Juniors (von Rodolfo Sciammarella)
- Cuánta angustia
- Tres esperanzas
- Mis flores negras
- Todos vuelven

## Texte und Kompositionen
- Mil veces feliz (Text, komponiert von Oscar Kinleiner, Aufnahme mit Arrieta und Jorge Dragones Orchester)
- Versos para mi madre (mit Alfredo De Angelis und Alejandro Mariscotti, Aufnahme mit Alfredo De Angelis, Aufführung als Duo mit Carlos Aguirre und Alberto Cuello)
- Buenos Aires lejano
- Fuente de mis recuerdos
- Lágrimas de hombre
- Sin chance (Text von Raúl Gramajo)
- En lo de Tota (Text von Enrique Dizeo)
- Silencio Medellín (Text, komponiert von Jorge Dragone)
- Por más lejos que estés (Text, komponiert von Aquiles Roggero)
- Fue en diciembre (Text, komponiert von José Canet)
- Historia de un viejo rosal (Text, komponiert von José Canet)